# Štefan Svitek (vrah)
Štefan Svitek (23. ledna 1960 Podbrezová – 8. června 1989 Bratislava) byl slovenský vrah a recidivista, přezdívaný jako Horehronský rozparovač, který v roce 1987 mimořádně brutálním způsobem zavraždil svou těhotnou manželku a dvě dcery. Za tento skutek byl odsouzen k trestu smrti a stal se posledním popraveným člověkem v Československu.

## Mládí
Jeho rodina žila v osade Kysuca. Měl čtyři sourozence. Matka byla nemocná a zemřela, když bylo Svitkovi 18 let. Otec byl alkoholik, praktikoval přísnou výchovu a používal tvrdé fyzické tresty. Do školy začal chodit, když mu bylo 6 let. Byl zaostalý, učivo nechápal a měl mnoho neomluvených hodin. V 9. třídě základní školy měl 21 týdnů neomluvené absence a rodičům hrozilo trestní stíhání. Neměl žádné záliby, pouze si občas doma zahrál na fujaru nebo harmoniku. Kouřil až čtyřicet cigaret denně a od třinácti let pil alkohol. Ve stejném věku měl i první sexuální zkušenost s dcerou sousedů, která ho neuspokojila. Když mu bylo čtrnáct, sexuálně se ukájel se zvířaty, později souložil s kravami. Kromě zoofilie u něj byl zjištěn i sadomasochismus. Po základní škole nastoupil do učiliště na obor zedník, ze kterého po třech měsících odešel. Začal pracoval na pile a následně byl opakovaně ve výkonu trestu. Byl trestaný za loupež, znásilnění, týrání zvířat, únos a vydírání. Do svých 27 let strávil po různých věznicích dohromady téměř 8 let. V šestnácti letech opakovaně znásilnil mentálně retardovanou ženu, kterou zbil a do pohlavních orgánů ji nacpal svítilnu. Další ženu s nožem v ruce přepadl v Brezně na hřbitově a hrozil jí, že ji pobodá. Udeřil jí do obličeje a chtěl ji znásilnit, ale byl vyrušen. Zvířata týral již od dětství. Býkovi na pastvě amputoval varlata rozbitou žárovkou, jinému je odřezal nožem. Pobodal také krávu do krku a rodidel, kam jí poté nacpal násadu od vidlí. Všechna zvířata musela být utracena. Svitek ubližoval i sám sobě, řezal se žiletkami a sklem nebo si píchal drát do břicha. Po výkonu trestu pracoval v JZD v Brezně, kde měl na starosti ovce. Krátce se živil jako koňský kočí. Několikrát se pokusil o sebevraždu, byl závislý na alkoholu a lécích. Dvakrát absolvoval protialkoholní léčbu a podstoupil i jedenáctiměsíční psychiatrickou léčbu, kterou mu v roce 1979 nařídil soud. Po vyšetření na psychiatrii byl zproštěn vojenské služby. Oženil se s Romkou Márií, která již měla dvouletou dceru z předchozího vztahu. Pár se nastěhoval do rodinného domu v Brezně. Svitek se začal brzy projevovat velmi agresivně a rodinu pravidelně bil. S manželkou měli spolu druhou dceru a následně otěhotněla potřetí.

## Vraždy
30. října 1987 se kolem desáté dopoledne Svitek sešel se svým kolegou Josefem Nováčkem, aby společně v nedalekém lese Vagnár nařezali a odvezli dřevo a klestí na topení jejich známému Pavlovi Kolesárovi, který se k nim později k práci v lese přidal a kde se společně zdrželi asi do 16:00. Nováček jim za tuto službu předal 2 láhve rybízového vína, se kterými Svitek a Kolesár odešli do hospody Pod zeleným stromom. Tam je společně s objednaným alkoholem (pro každého čtyři 0,5 dcl borovičky a čtyři velká 12° piva) vypili a kolem 21:00 se přesunuli do hotelu Hron, kde si každý poručil tři 0,5 dcl borovičky a tři velké piva, která popíjeli až do zavírací hodiny, po které se s Kolesárem vydali každý svou cestou domů. Opilý Svitek měl problémy s chůzí a tak si sednul na lavičku, kde nakonec usnul. Když se asi o hodinu později zimou probudil a došel domů (kolem 22:45 - 23:00), zjistil, že jeho manželka ani dvě dcery (4 a 6 let) tam nejsou. Došlo mu, že se asi přesunuly na noc do letní přístavby, kam se je vydal hledat. Došel až k ložnici, ale dveře byly zamčené. Svitek bouchal a křičel, ale manželka mu pouze odpověděla, „aby se vrátil, odkud přišel“. To ho rozzuřilo a rozhodl se dveře vyrazit. Donesenou sekerou dveře vylomil a vstoupil do místnosti. Postavil se nad postel a začal manželce vyčítat, že mu neotevřela. Ta mu věnovala pouze nazlobený pohled a bez odpovědi se k němu otočila zády.
Svitek se přestal ovládat a ženu 16 ranami sekerou umlátil, přičemž jí prakticky oddělil hlavu od těla. Poté si všiml, že se budí i dcery, a proto na ně také zaútočil. Tu, která byla blíže k němu, udeřil třikrát a druhou čtyřikrát. Pohled na krev ho silně sexuálně vzrušil. Kuchyňským nožem, který si donesl z vedlejší místnosti, otevřel manželce trup od břicha po krk a levou rukou z něj vytrhal některé vnitřnosti, které házel na podlahu za sebe. Potom jí odřezal prsy, které pohodil na zem. Z těla vyndal i 6 měsíců starý lidský plod, který rozřezal žiletkou. Později si nedokázal vybavit, jestli tak udělal přímo při manipulaci s Máriiným tělem, nebo ho někam přenesl. Těla dcer se rozhodl odnést v jutovém pytli do lesa. Už před domem však dostal chuť zneužít i je. Pytel odnesl do předsíně, kde těla vysypal na podlahu. Žiletkou jim otevřel břišní dutinu a vytrhal část vnitřností. Ty poházel okolo sebe. Některé rozsekal nožem na kousky. Nad mrtvolami potom několikrát masturboval. Z běsnění ho vyrušil až štěkající pes. Svitek si uvědomil, že už svítá a že musí někam utéct.

## Útěk a dopadení
Odešel do domu, kde se umyl. Utřel se do krvavého svetru, převlékl se a ušpiněné oblečení schoval do hromady dřeva před domem. Potom se vydal směrem od města. Vloupal se do opuštěného stavení, kde se opil a rozhodl se, že spáchá sebevraždu. Ještě než tak učinil, z opilosti usnul. Druhý den se přesunul do dalšího domu, kam se vloupal. V domě našel Alpu a vypil ji. Rozhodl se, že se oběsí a zároveň si pořeže varlata. Nejdříve se pokusil pořezat zavíracím nožem, ten byl ale tupý. Když si sáhl do kapsy pro cigaretu, objevil žiletku, tou se pořezal a pověsil se za trám. Oprátka ale nevydržela, Svitek spadl z velké výšky, poranil si hlavu a upadl do bezvědomí. Když se vzpamatoval, zaslechl před domem nákladní auto a rozhodl se utéct. Tou dobou už rodina zavražděných objevila těla a policie prohledávala okolí. Poraněného Svitka, který silně krvácel z rány v rozkroku, zadržel na silnici jeden z policejních vozů. Odvezli ho k výslechu, kde svůj čin doznal.

## Vyšetřování
Rekonstrukce zločinu byla velice náročná. Před domem se začali scházet příbuzní zavražděné, kteří patřili k místní romské komunitě a chtěli se Svitkovi osobně pomstít. Podle znalců byl agresivní a psychopatická osobnost s úchylkami sadomasochismu, nekrofilie a zoofilie. Dalším problémem Svitkovy osobnosti byl alkoholismus, kvůli němuž mohl mít problémy potlačovat svou deviaci. Vraždu popsal jako svůj nejsilnější sexuální zážitek, kterého v životě dosáhl. Lítost nad svým skutkem nepociťoval. V dopise z vazby napsal: „Teď se mě ptají, jaký trest bych si zasloužil a jaký čekám. Je mi úplně jedno, jestli mi dají provaz, výkon trestu nebo psychiatrii. Jen ať mě zbaví těch mých hloupých nápadů a myšlenek, které mě už roky pronásledují“. Náprava byla naprosto vyloučena. Krajský soud v Banské Bystrici vynesl absolutní trest – trest smrti. Proti tomu se Svitek neúspěšně odvolal. Rozsudek smrti nad ním byl vykonán 8. června 1989 v Bratislavě. Svitek byl posledním popraveným v tehdejším Československu.